# 福尔日 (奥恩省)
福尔日（法語：Forges，法語發音：[fɔʁʒ] ⓘ）是法国奥恩省的一个旧市镇，位于该省南部，属于阿朗松区。2016年1月1日，福尔日和相邻的另外2个市镇合并为新市镇埃库沃（Écouves）。

## 地理
福尔日（48°29'55"N, 0°7'4"E）面积5.01 平方千米，位于法国诺曼底大区奧恩省，该省份为法国西北部内陆省份，北起顺时针与卡爾瓦多斯省、厄尔省、厄尔-卢瓦省、萨尔特省、马耶讷省和芒什省接壤。
与福尔日接壤的市镇（或旧市镇、城区）包括：万阿纳普、拉雷、埃库沃、瑟马莱、瓦尔弗朗贝尔。
福尔日的时区为UTC+01:00、UTC+02:00（夏令时）。

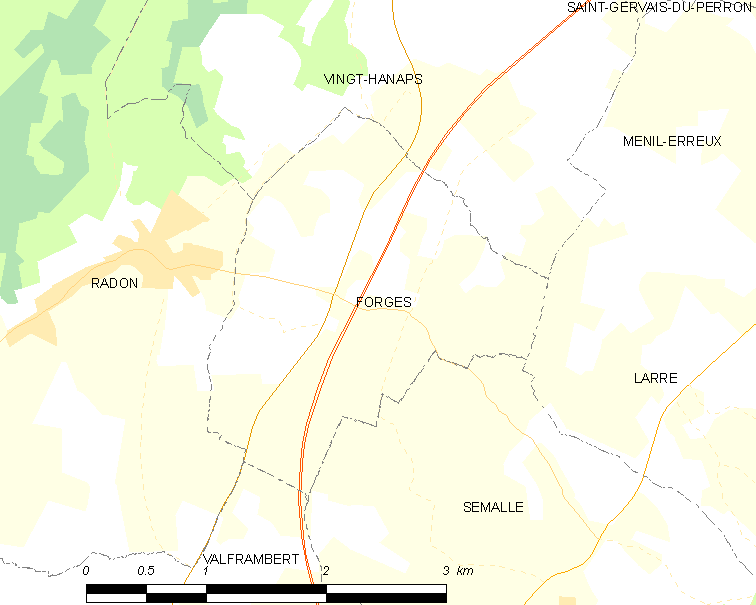
福尔日的OSM定位图

## 行政
福尔日的邮政编码为61250，INSEE市镇编码为61175。

## 政治
福尔日所属的省级选区为埃库沃县。

## 人口

1962-2008年间福尔日人口变化图示

福尔日于2018年1月1日时的人口数量为215人。